# Lyserød ara
Lyserød ara (latin: Ara macao) er en papegøje, der lever i det nordlige Sydamerika og i det sydlige Mellemamerika.